# إستبيان النظام الملكي النرويجي 1905
أُجري استفتاء بشأن إعلان كارل أمير الدنمارك ملِكاً على النرويج يومي 12 و13 نوفمبر 1905. وسُئل الناخبون ما إذا كانوا يوافقون على قرار البرلمان (ستورتينغ) في الإذن للحكومة بعرض عرش البلاد المستقلة حديثاً.
تمت الموافقة على الاقتراح بنسبة 78.9% من الناخبين. وعقب الاستفتاء عرض البرلمان على الأمير كارل ولاية العرش النرويجي في 18 نوفمبر. وصلت العائلة المالكة الجديدة إلى النرويج في 25 نوفمبر، وتم تتويج كارل أمير الدنمارك ملكاً ومود أميرة ويلز ملكة على النرويج خلال حفل أقيم في كاتدرائية نيداروس بتروندهايم في 22 يونيو 1906، واتخذ كارل لنفسه اسم هاكون السابع.

## النتائج
| الخيار                  | الأصوات | %    |
| ----------------------- | ------- | ---- |
| مع                      | 259,563 | 78.9 |
| ضد                      | 69,264  | 21.1 |
| أصوات باطلة/فارغة       | 2,403   | –    |
| المجموع                 | 331,230 | 100  |
| الأصوات المسجلة/الاقبال | 439,748 | 75.3 |
| مصدر: Nohlen & Stöver   |         |      |

## كتابات أخرى
- Bomann-Larsen, Tor (2006) Haakon og Maud III/Vintertronen (Oslo: Cappelen) (ردمك 978-82-02-24665-5)